# Неохоропуло (Урумлък)
Вижте пояснителната страница за други значения на Неохоропуло.
Неохоропуло, още Нихор или Нихор Абали (на гръцки: Νεοχωρόπουλο, катаревуса Νεοχωρόπουλον, Неохоропулон), е бивше село в Република Гърция, дем Александрия, област Централна Македония, днес слято с Корифи.

## География
Селото е разположено в областта Урумлък (Румлуки), на надморска височина от 9 m, на 3 km югоизточно от Александрия (Гида), на половин километър западно от Корифи.

## История
Според Васил Кънчов („Македония. Етнография и статистика“) в 1900 година Нихор е село в Берска каза и в него живеят 100 българи. По данни на секретаря на Българската екзархия Димитър Мишев („La Macédoine et sa Population Chrétienne“) в 1905 година в Нихор (Nihor) живеят 100 българи патриаршисти гъркомани.
През Балканската война в 1912 година в селото влизат гръцки части и след Междусъюзническата в 1913 година Неохоропуло остава в Гърция. След Първата световна война в 1922 година в селото са заселени гърци бежанци. В 1928 година Неохоропуло е смесено местно-бежанско село с 21 бежански семейства и 87 бежанци.
След мелиоративните работи през 30-те години в селото са заселени още хора.
След 1951 година не фигурира в преброяванията и е броено към Корифи.
| Година    | 1913 | 1920 | 1928 | 1940 | 1951 | 1961 | 1971 | 1981 | 1991 | 2001 | 2011 | 2021 |
| --------- | ---- | ---- | ---- | ---- | ---- | ---- | ---- | ---- | ---- | ---- | ---- | ---- |
| Население | 15   | 76   | 173  | 311  | 439  |      |      |      |      |      |      |      |